# 超酷
《超酷》（英語："Cool"）是美國歌手關·史蒂芬妮首張專輯《愛·天使·音樂·寶貝》中的歌曲。这首歌由Stefani和Dallas Austin创作，2005年7月5日由新視鏡唱片发行。这首歌的音乐风格和制作灵感来自于1980年代的合成器流行和新浪潮風格的曲子，歌词內容為一對情侶虽然已经分手，但作为好朋友，彼此之間依然 "酷爱"。